# Décès en 1080
Décès
- 1076
- 1077
- 1078
- 1079
- 1080
- 1081
- 1082
- 1083
- 1084

Cette page dresse une liste de personnalités mortes au cours de l'année 1080 :
- 1er mars : Rotrou II du Perche, seigneur de Mortagne-au-Perche, de Nogent-le-Rotrou et vicomte de Châteaudun.
- 17 avril : Harald III de Danemark, roi du Danemark.
- 14 mai : Guillaume Walcher, évêque de Durham et comte de Northumbrie.
- 13 juin : Louis le Barbu, ou Louis à la Barbe, ancêtre de la dynastie des Ludowinges dont sont issus les Landgraves de Thuringe et de la Hesse historique.
- 5 juillet : Ísleifr Gizurarson, premier évêque islandais[1]
- 15 octobre : Rodolphe de Rheinfelden, duc de Souabe et antiroi des Romains.

- Abraham (en), évêque de Saint David's.
- Amédée II de Savoie, ou Amédée II de Maurienne, cinquième comte en Maurienne, également seigneur du Bugey, d'Aoste et du Chablais et marquis de Suse et d'Italie.
- Aristakès Lastivertsi, ou Aristakès de Lastivert, un historien et chroniqueur arménien.
- Gagik-Abas II de Kars, membre de la famille arménienne des Bagratides, roi de Kars.
- Geoffroy Ier de Joinville, seigneur de Joinville.
- Guillaume de Hauteville, noble italien.
- Harshavarman III, roi de l'Empire khmer.
- Ísleifr Gizurarson, ou Ísleifur Gissurarson, premier évêque islandais.
- Lhachen Gyalpo (en), roi de Ladakh.
- Muhammad ibn Abbas (en), souverain des Ghorides.
- Raymond II de Bigorre, comte de Bigorre.
- Sancho Ordóñez (en), comte d'Espagne.
- Robert, comte de Montescaglioso (en).

date incertaine (vers 1080)
- Herbert IV de Vermandois, comte de Vermandois et comte de Valois.

## Crédit d'auteurs
- Cet article est partiellement ou en totalité issu de l'article intitulé « 1080 » (voir la liste des auteurs).